# Mahou Tsukai Pretty Cure!
Mahou Tsukai Pretty Cure! (魔法つかいプリキュア! Mahō Tsukai Purikyua!, còn gọi là Những Chiến Binh Phù Thủy Xinh Đẹp) là một bộ phim Anime truyền hình Nhật Bản được sản xuất bởi Toei Animation và là phần thứ mười ba trong loạt phim Pretty Cure của Todo Izumi. Bộ phim này, được đạo diễn bởi Mitsuka Masato và kịch bản được viết bởi Murayama Isao với nhân vật được thiết kế bởi Miyamoto Emiko, phát sóng trên kênh truyền hình ANN từ ngày 7/2/2016 đến ngày 29/1/2017, tiếp nối sau khi Go! Princess Pretty Cure kết thúc, và được tiếp nối bởi KiraKira☆Pretty Cure A La Mode. Chủ đề chính của bộ phim này là tình bạn trong khi dạng chung dựa trên phép thuật và đá quý.

## Cốt truyện
Asahina Mirai, một cô gái mười ba tuổi, người sẽ cảm thấy phấn khích bởi những thứ khác nhau, đi dạo cùng với chú gấu bông của mình, Mofurun, để điều tra một vật thể bí ẩn mà cô đã nhìn thấy là rơi xuống từ trên bầu trời. Ở đó, cô gặp một phù thủy trẻ tên là Riko, người đang tìm kiếm một thứ gì đó được gọi là Linkle Stone Emerald. Khi thuộc hạ bóng tối của Dokurokushe đi tìm kiếm Linkle Stone Emerald, Mirai và Riko nắm tay cùng với Mofurun và biến thành những phù thủy huyền thoại được gọi là Pretty Cure hoặc là Chiến Binh để chiến đấu chống lại họ. Như vậy, Mirai tham gia Trường học Phép thuật với Riko, nơi họ phải học cách sử dụng phép thuật trong khi sẵn sàng chiến đấu với tay sai của Dokurokushe bất cứ lúc nào.